# Aldo Riguccini
Aldo Riguccini (Città di Castello, 16 luglio 1913 – Città di Castello, 1º marzo 1992) è stato un pittore, scultore e designer italiano.
Ha operato anche come illustratore, ceramista e nei campi della moda e dell'arredamento firmandosi talora con lo pseudonimo De Rigù.

## Biografia
Lasciati gli studi classici, si iscrive all'Istituto d'arte Bernardino di Betto di Perugia e dal 1931 frequenta l'Accademia di belle arti di Firenze; in questi anni segue corsi tenuti da Felice Carena, Primo Conti e Celestino Celestini.
Del 1936 è la sua prima committenza ufficiale, ovvero l'affresco rappresentante Cristo che placa le acque (meglio conosciuto come La tempesta sedata) per la Cappella Monti-Torrioli presso il Cimitero Monumentale di Città di Castello. L'opera suscita forti e contrastanti reazioni nelle istituzioni e fra i cittadini tanto da suscitare un vivace dibattito in cui si profila persino la possibilità di distruggere l'affresco, talmente rivoluzionario è l'impatto dato dallo stile artistico e dalla soluzione iconografica elaborata da Riguccini. Seguono altre commissioni tra cui: San Domenico, posto sull'ingresso laterale della chiesa omonima nel 1942, San Carlo Borromeo e gli Appestati presso Santa Maria Maggiore nel 1944 e la Resurrezione, datata 1947, all'interno della Cappella dei Volontari nel famedio del Cimitero Monumentale.
L'opera di Riguccini si esprime anche attraverso vari disegni, dipinti su tavola e tela di diverse dimensioni, opere oggi conservate principalmente presso collezioni private locali e istituzioni tifernati. Tali opere furono protagoniste di mostre presso gallerie fiorentine e romane o inserite in contesti pubblici di rilevanza nazionale tra cui la mostra dei pittori umbri tenutasi nel 1942 presso Roma.
Tra il 1943 e il 1946 Riguccini insegna disegno e calligrafia presso l'Istituto di Arti Grafiche di Città di Castello e creando opere di arte grafica di alto valore stilistico ed espressivo: le Laudi di Jacopone da Todi, il Cantico di San Francesco e gli Orrori della guerra. Nel 1945 realizza le linoleografie per le illustrazioni a I promessi sposi di Alessandro Manzoni, nell'edizione della libreria editrice Paci "La Tifernate" - G. Paci editore.

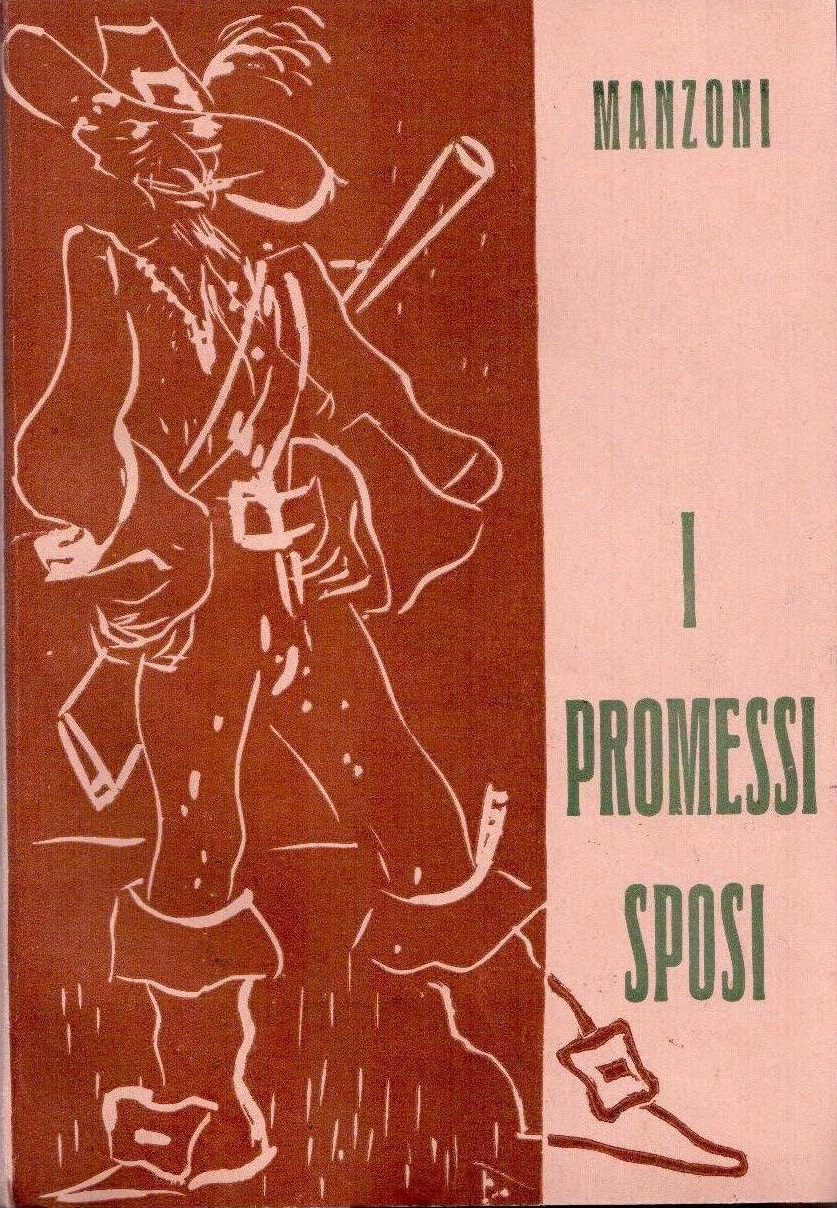
Volume edito dalla Libreria editrice Paci "la Tifernate" di Città di Castello (PG), Italia.

Aldo Riguccini si dedica alla produzione della ceramica già dagli anni quaranta, fondando nell'immediato dopoguerra con la collaborazione economica di Salvatore Spinelli la Ceramica del Coppo, con ampio riconoscimento testimoniato da numerose commesse anche estere (americane, in particolare) e dalla necessità di formare nuova manodopera qualificata, attraverso la volontà di Riguccini stesso di dare nuovamente vita all'Accademia dei Coccianti con sede presso Palazzo Vitelli alla Cannoniera. Nei primi anni cinquanta però Riguccini si stacca da quella che ormai è divenuta l'Industria Ceramica Umbra per avviare una propria bottega artigianale e, insieme con la ceramista Elsa Mercati, realizza una produzione artistica raffinata e selezionata.
In quegli stessi anni cinquanta Riguccini, con lo pseudonimo di De Rigù, si dedica anche alla moda e all'arredo. Apre infatti un negozio a Roma in piazza di Spagna; il negozio romano sarà chiuso solo dopo pochi anni dalla sua apertura. L'artista tifernate trasferisce la propria attività a Firenze, inaugurando una boutique personale in via della Vigna Nuova. Il negozio fiorentino è venduto intorno al 1988 e Riguccini fa ritorno definitivamente a Città di Castello, stabilendo il proprio laboratorio artistico dapprima in via Sant'Antonio e successivamente in Piazza Matteotti (presso la libreria Fratelli Paci), stringendo ulteriori rapporti con Tela Umbra.
L'artista tifernate avvia un'ampia e variegata produzione di valore artigianale e artistico che interessa ambiti del design moderno: dalla moda all'arredo. Gli anni settanta sono ricchi di attività in quanto l'artista progetta arredi per case private, alberghi e cinema. Tra i più importanti interventi si ricorda: l'atrio dell'Hotel Terme di Fontecchio, il cinema Eden e il negozio Caldei in via Cerboni; non più esistenti sono invece: alcune stanze dell'Hotel Tiferno, l'ingresso del Cinema Vittoria, l'Hotel Sobaria a Citerna. Riguccini progetta case private ideando sintesi stilistiche in cui pittura, tessuti, ceramiche, tende e disposizione degli spazi convivono in equilibrio.